# Terminalia gracilis
Terminalia gracilis är en tvåhjärtbladig växtart som beskrevs av Louis René Tulasne. Terminalia gracilis ingår i släktet Terminalia och familjen Combretaceae. Utöver nominatformen finns också underarten T. g. macrocarpa.